# Deslizamientos de tierra en Gofa en 2024
Del 21 al 22 de julio de 2024, dos deslizamientos de tierra sepultaron dos aldeas en el Estado Regional del Sur de Etiopía, Etiopía, causando la muerte de 257 personas y heridas a 12 más. El segundo deslizamiento de tierra sepultó a aquellos que habían llegado para ayudar tras el primero. Estos son los deslizamientos de tierra más mortales en la historia de Etiopía.

## Antecedentes

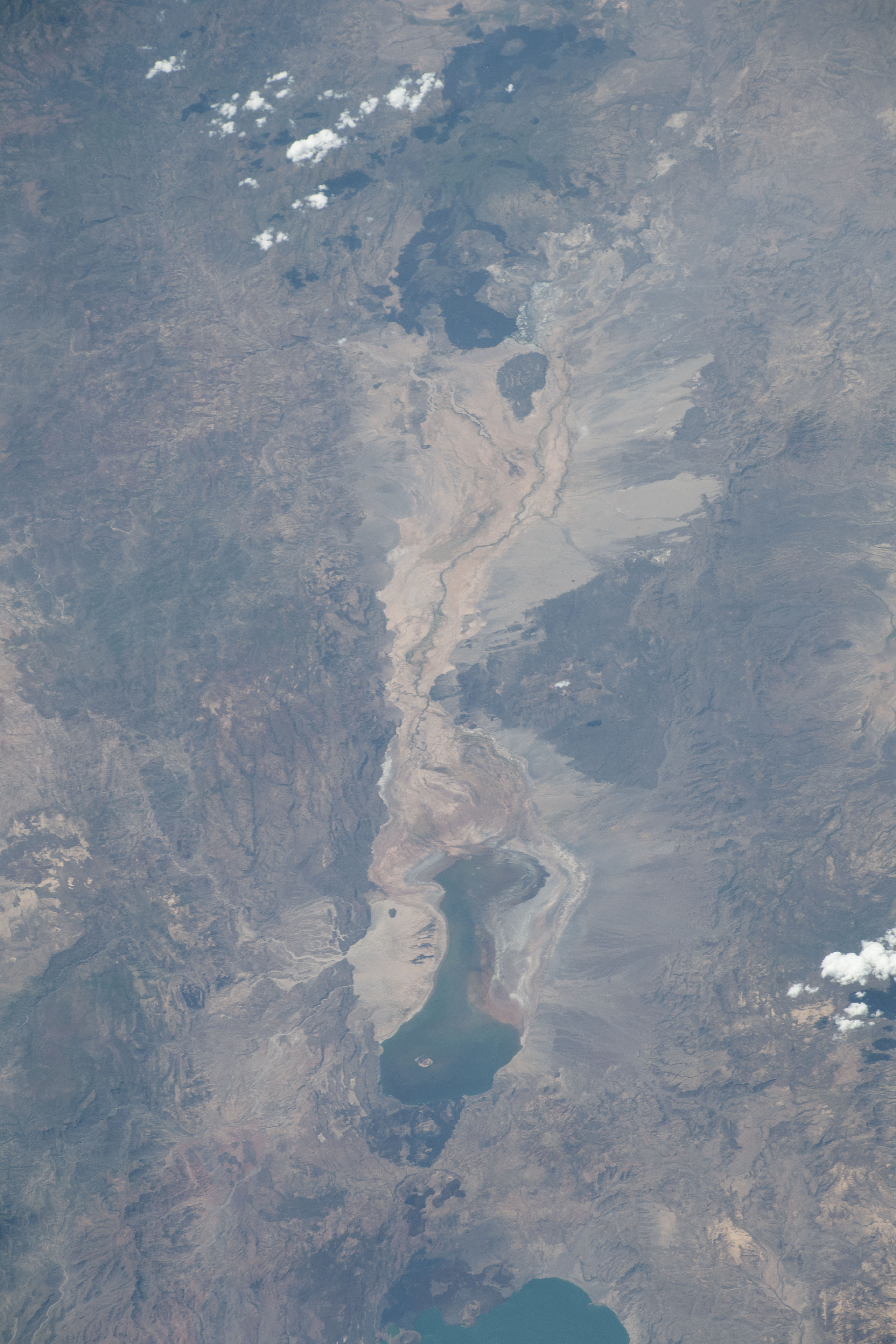
Vista satelital de la zona (2018)

Gofa está situada en el Estado Regional del Sur de Etiopía, aproximadamente a 450 kilómetros de la capital, Adís Abeba, un viaje que toma alrededor de 10 horas en coche. Según declaraciones de los habitantes locales, el área donde ocurrieron los deslizamientos de tierra era rural, remota y montañosa. Se sabe que el suelo en la región es inestable, y los deslizamientos de tierra y las lluvias intensas provocan incidentes mortales cada año. En 2016, las lluvias intensas en Wolaita, también en el Sur de Etiopía, causaron deslizamientos de tierra que mataron a 41 personas. En mayo de 2024, un deslizamiento de tierra en la misma área del evento de julio causó la muerte de 50 personas.

## Incidente
Tras las intensas lluvias en la localidad de Kencho-Shacha en Geze Gofa, el primer deslizamiento de tierra ocurrió la noche del 21 de julio, sepultando cuatro hogares. A la mañana siguiente, alrededor de las 10:00 EAT (07:00 UTC), ocurrió un segundo deslizamiento de tierra cuando la gente llegó al lugar para rescatar a los sobrevivientes, lo que provocó más muertes. Entre los deslizamientos de tierra, dos aldeas cercanas quedaron sepultadas.
Al menos 257 muertes se atribuyeron al deslizamiento de tierra, incluyendo 148 hombres y 81 mujeres, lo que lo convierte en el deslizamiento de tierra más mortal de Etiopía. Entre los muertos se encontraba el administrador de la localidad. La Oficina de Coordinación de Asuntos Humanitarios de las Naciones Unidas dijo que el número final de muertos podría superar los 500.